# Будущий фильм Антуана Фукуа
Работа над новым фильмом американского режиссёра Антуана Фукуа началась в 2023 году. Главную роль в фильме исполнит Дэнзел Вашингтон. Сюжет фильма расскажет о жизни карфагенского полководца Ганнибала. Сценарий написал Джон Логан. Фильм запланирован к выпуску на сервисе Netflix. Продюсерами стали Фукуа и Вашингтон.

## Сюжет
Действие фильма происходит во время Второй Пунической войны между Римской республикой и Карфагеном. Ганнибал вторгся в Римскую империю перейдя через Альпы, используя слонов. Под его руководством карфагенская армия одержала ключевые победы над римлянами, что позволило Карфагену на несколько лет занять большую часть южной Италии, затем потерпел поражение в битве при Заме после того, как римляне совершили контрнаступление на Северную Африку и разграбили Карфаген.

## В ролях
- Дензел Вашингтон — Ганнибал[3][4].

## Производство
О начале работы над проектом стало известно в ноябре 2023 года. Фукуа и Вашингтон стали продюсерами проекта снятого для компании Netflix, вместе с Эриком Олсеном и Адамом Голдуормом. Джереми Лотт и Фрэнк Мол стали исполнительными продюсерами. Продюсерская компания Фукуа Hill District Media заключила с Netflix соглашение, по которому компания получила право преимущественного выкупа. Вашингтон давно интересуется этой темой и был приглашен на роль более 20 лет назад, когда компания 20th Century Fox рассматривала возможность производства фильма о Ганнибале. На роль также претендовал Вин Дизель.
Съёмки должны начаться в 2024 году. Министр культуры Туниса Хайет Кетат Гермази приветствовал проект, заявив, что «важно то, что Netflix снимет часть фильма в Тунисе», несмотря на некоторые возражения внутри страны по поводу возраста и этнической принадлежности Вашингтона по сравнению с тем, что известно о Ганнибале как исторической фигуре.